# Heterocrossa adreptella
Heterocrossa adreptella är en fjärilsart som först beskrevs av Walker 1864a.  Heterocrossa adreptella ingår i släktet Heterocrossa och familjen Carposinidae. Inga underarter finns listade i Catalogue of Life.